# La Ojeda
La Ojeda är en ort i Mexiko.   Den ligger i kommunen Topia och delstaten Durango, i den centrala delen av landet, 1 000 km nordväst om huvudstaden Mexico City. La Ojeda ligger 1 700 meter över havet och antalet invånare är 101.
Terrängen runt La Ojeda är kuperad norrut, men söderut är den bergig. Runt La Ojeda är det mycket glesbefolkat, med 3 invånare per kvadratkilometer. Närmaste större samhälle är Topía, 3,3 km norr om La Ojeda. I omgivningarna runt La Ojeda växer huvudsakligen savannskog.